# Заповедник мака в Долине Антилоп
Заповедник мака в Долине Антилоп (англ. Antelope Valley California Poppy Reserve) – Заповедник в Калифорнии, США, в котором произрастают цветы Калифорнийского мака – символ штата. Данный резерват располагается на высоте от 790 до 910 метров над уровнем моря в климатической зоне пустыни Мохаве. Также в заповеднике растут другие виды полевых цветов, такие как Совиный клевер, Люпин, Ластения, кремовые чашки и Кореопсис.

## Заповедник
Сезон интенсивного цветения калифорнийского мака приходится на период с середины февраля до середины мая. Период цветения зависит от количества осадков, пришедшихся на зиму, и раннюю весну. В пределах заповедника проложено 11 км дороги, включая асфальтированное покрытие для инвалидных колясок.
Для сохранения полей в естественном состоянии, департамент парков штата Калифорния наложил запрет на полив парка, и искусственную стимуляцию пробуждения цветов. Также исключен выпас овец, и крупного рогатого скота на территории заповедника.

## Изображения

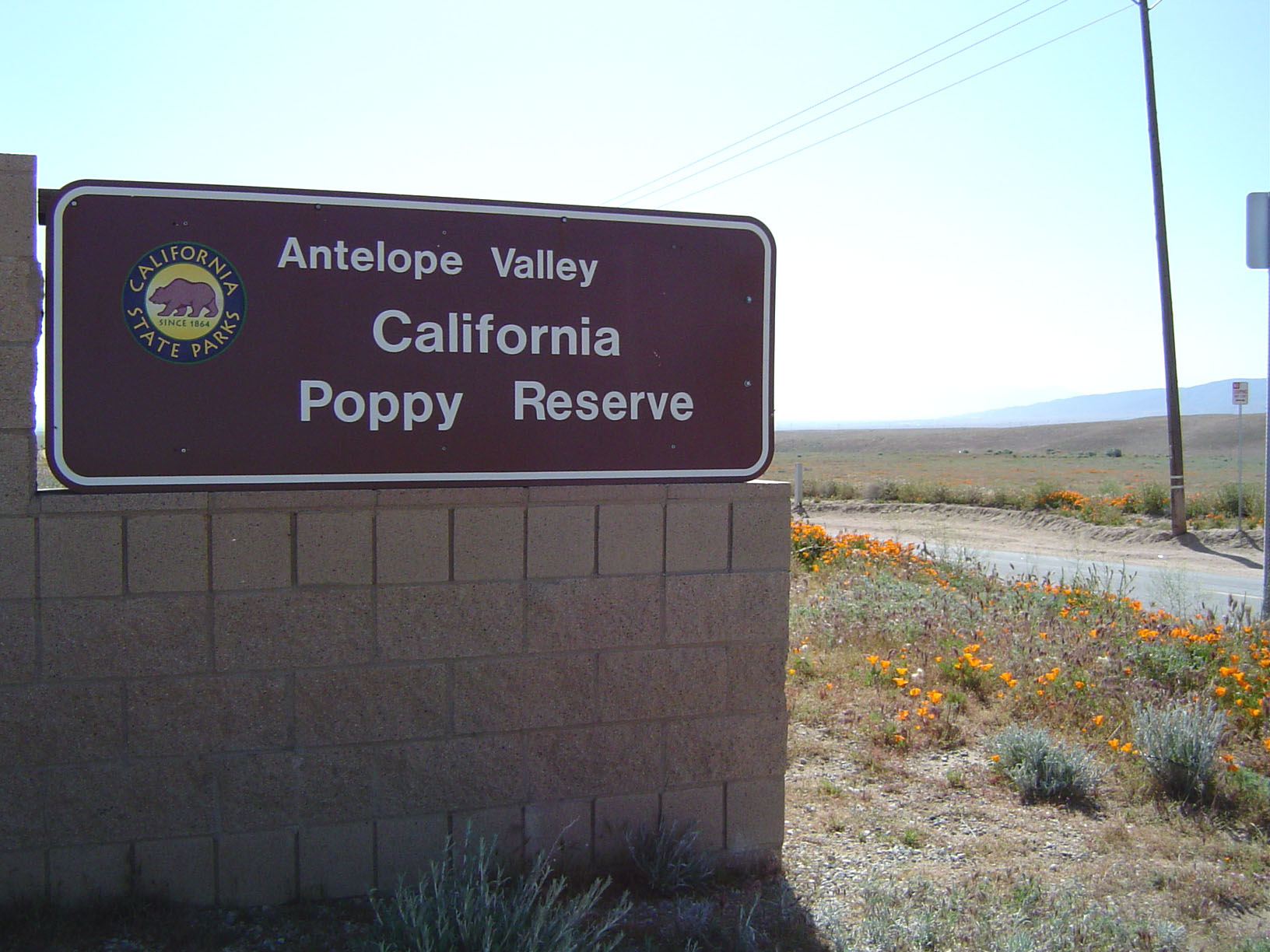
Въезд на территорию заповедной зоны
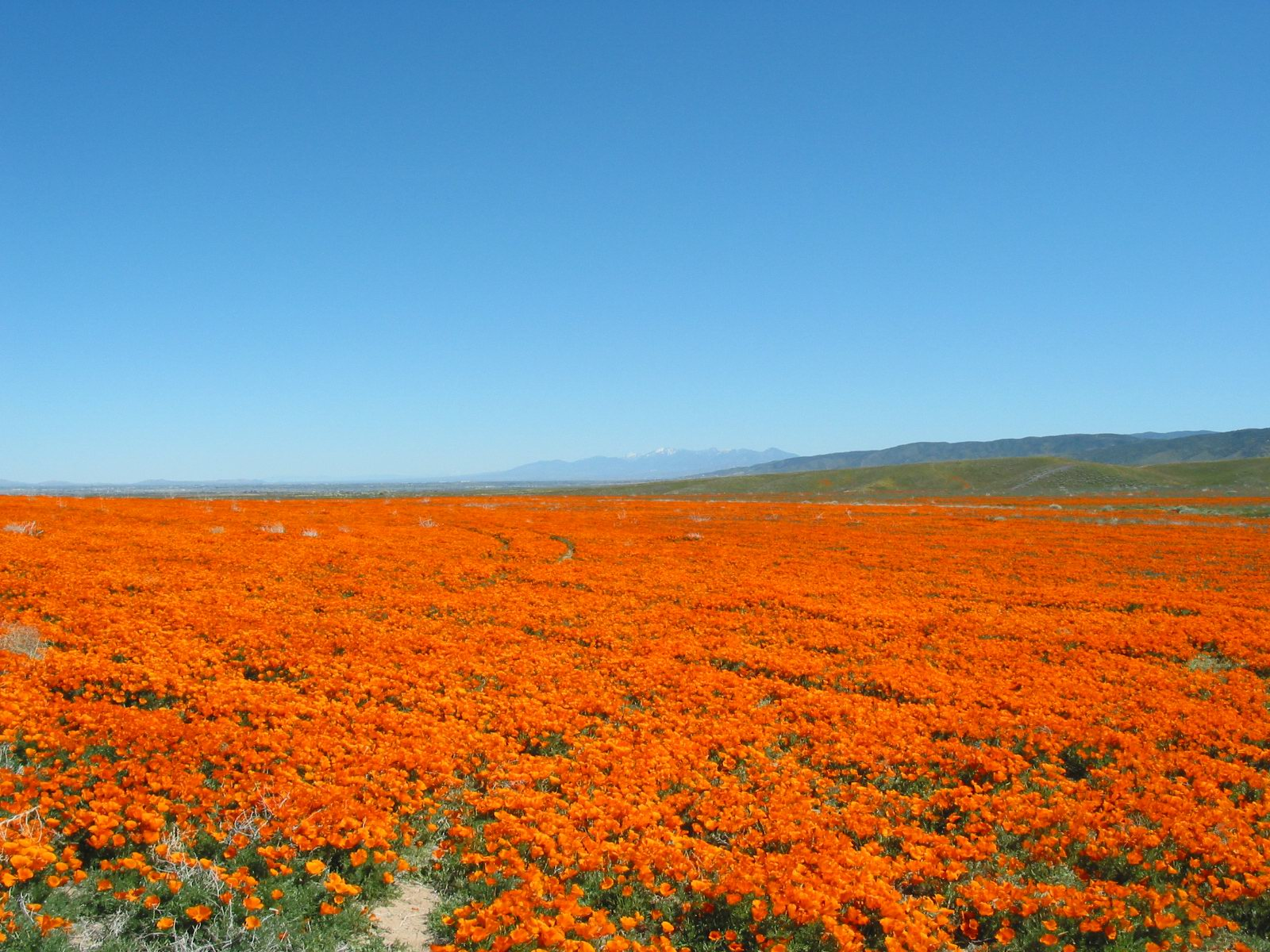
Поля Калифорнийского мака
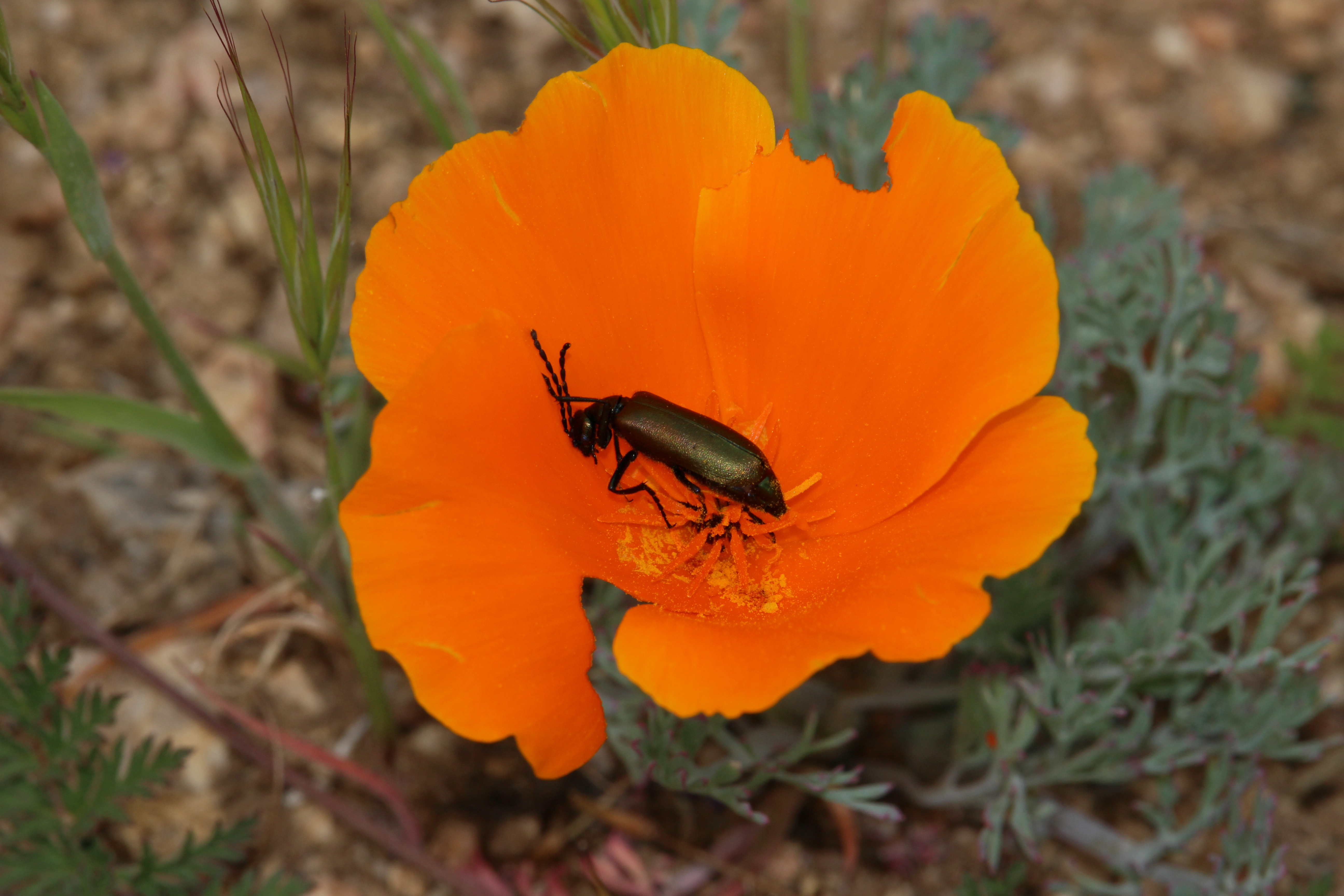
Цветок мака в макросъемке